# أل ستيوارت
أل ستيوارت (بالإنجليزية: Al Stewart) (و. 1945  م) هو مغن مؤلف، ومغني، وكاتب أغاني بريطاني، ولد في غلاسكو.

## التعليم
تعلم في Wycliffe College, Gloucestershire ‏.

## روابط خارجية
- أل ستيوارت على موقع ميوزك برينز (الإنجليزية)
- أل ستيوارت على موقع إن إن دي بي (الإنجليزية)
- أل ستيوارت على موقع أول ميوزيك (الإنجليزية)
- أل ستيوارت على موقع ديسكوغز (الإنجليزية)